# Arianna Errigo
Arianna Errigo (n. 6 iunie 1988, Monza, Italia) este o scrimeră italiană specializată pe floretă.
A fost laureată cu aur la Jocurile Olimpice de vară din 2012 de la Londra după ce a fost învinsă în finală de conaționala Elisa Di Francisca. A fost campioană mondială în 2013 la Budapesta și în 2014 la Kazan. A câștigat Cupa Mondială de Scrimă în sezonul 2008-2009 și din 2011-2012 până 2013-2014. Cu echipa Italiei a cucerit aurul olimpic la Londra și este de cinci ori campioană mondială (în 2009, 2010, 2013, 2014 și 2015) și de șase ori campioană europeană (din 2009 până în prezent).

## Palmares
Clasamentul la Cupa Mondială
| An  | 2004 | 2005 | 2006 | 2007 | 2008 | 2009 | 2010 | 2011 | 2012 | 2013 | 2014 | 2015 |
| --- | ---- | ---- | ---- | ---- | ---- | ---- | ---- | ---- | ---- | ---- | ---- | ---- |
| Loc | 162  | 147  | 107  | 117  | 84   | 1    | 4    | 4    | 1    | 1    | 1    | 2    |

## Legături externe
- en Arianna Errigo la Olympedia.org
- Prezentare Arhivat în 13 august 2014, la Wayback Machine. la Confederația Europeană de Scrimă